# Laglio
Laglio – miejscowość i gmina we Włoszech, w regionie Lombardia, w prowincji Como.
Według danych na rok 2004 gminę zamieszkiwało 888 osób, 148 os./km².
Od 2002 r. ma tu posiadłość aktor George Clooney.